# Campionati del mondo di atletica leggera 2009 - Salto triplo maschile
La gara di salto triplo maschile ai campionati del mondo di atletica leggera 2009 si è tenuta il 16 e il 18 agosto. Hanno partecipato 45 atleti sui 46 iscritti.
La medaglia d'oro è stata vinta dal britannico Phillips Idowu con la misura di 17,73 m (primato mondiale stagionale). Argento e bronzo sono andati, rispettivamente, al portoghese Nelson Évora e al cubano Alexis Copello.

## Qualificazioni
Passano alla finale chi supera i 17,15 m (Q) e i migliori 12 (q).
| Pos. | Gruppo | Atleta                        | Nazione       | 1° salto | 2° salto | 3° salto | Ris.           | Note                                     |
| ---- | ------ | ----------------------------- | ------------- | -------- | -------- | -------- | -------------- | ---------------------------------------- |
| 1    | B      | Nelson Évora                  | Portogallo    | 17,44    |          |          | 17,44          | Q                                        |
| 2    | A      | Phillips Idowu                | Gran Bretagna | 17,10    | 17,32    |          | 17,32          | Q                                        |
| 3    | B      | Li Yanxi                      | Cina          | 16,78    | 17,27    |          | 17,27          | Q,                                       |
| 4    | A      | Leevan Sands                  | Bahamas       | 17,02    | 16,84    | 17,20    | 17,20          | Q,                                       |
| 5    | A      | Arnie David Giralt            | Cuba          | 16,92    | x        | 17,15    | 17,15          | Q                                        |
| 6    | B      | Teddy Tamgho                  | Francia       | x        | 17,11    | x        | 17,11          | q,                                       |
| 7    | A      | Momchil Karailiev             | Bulgaria      | x        | 16,87    | 17,07    | 17,07          | q                                        |
| 8    | B      | Jadel Gregório                | Brasile       | 17,06    | x        | 15,48    | 17,06          | q                                        |
| 9    | A      | Igor Spasovkhodskiy           | Russia        | 16,87    | 16,84    | 17,02    | 17,02          | q                                        |
| 10   | A      | Nathan Douglas                | Gran Bretagna | 17,00    | x        | 16,90    | 17,00          | q                                        |
| 11   | B      | Alexis Copello                | Cuba          | 16,99    | 16,78    | 16,98    | 16,99          | q                                        |
| 12   | A      | Dmitrij Valukevic             | Slovacchia    | 16,96    | 16,69    | 16,85    | 16,96          | q                                        |
| 13   | A      | Onochie Achike                | Gran Bretagna | 16,88    | 16,94    | x        | 16,94          |                                          |
| 14   | B      | Brandon Roulhac               | Stati Uniti   | 16,78    | 16,56    | 16,94    | 16,94          |                                          |
| 15   | A      | Fabrizio Schembri             | Italia        | 16,88    | 16,88    | x        | 16,88          |                                          |
| 16   | B      | Tosin Oke                     | Nigeria       | 16,87    | 16,82    | x        | 16,87          | Miglior prestazione personale            |
| 17   | A      | Yoandris Betanzos             | Cuba          | x        | x        | 16,77    | 16,77          |                                          |
| 18   | B      | Randy Lewis                   | Grenada       | 16,73    | 13,38    | 16,52    | 16,73          |                                          |
| 19   | B      | Mykola Savolaynen             | Ucraina       | 16,68    | 16,64    | 16,72    | 16,72          |                                          |
| 20   | B      | Hugo Chila                    | Ecuador       | 16,34    | 16,70    | 16,52    | 16,70          | Record nazionale                         |
| 21   | B      | Hugo Mamba-Schlick            | Camerun       | 16,21    | 16,06    | 16,63    | 16,63          | Miglior prestazione personale stagionale |
| 22   | B      | Walter Davis                  | Stati Uniti   | 16,27    | 16,62    | 15,87    | 16,62          |                                          |
| 23   | A      | Dzmitry Dziatsuk              | Bielorussia   | 16,58    | 16,15    | x        | 16,58          |                                          |
| 24   | A      | Kim Deok-Hyeon                | Corea del Sud | x        | 16,02    | 16,58    | 16,58          |                                          |
| 25   | B      | Alwyn Jones                   | Australia     | 16,20    | 16,57    | 16,50    | 16,57          |                                          |
| 26   | A      | Yevhen Semenenko              | Ucraina       | 16,29    | 16,52    | 16,54    | 16,54          |                                          |
| 27   | A      | Julian Reid                   | Giamaica      | 16,41    | 16,49    | 16,16    | 16,49          |                                          |
| 28   | A      | Jefferson Sabino              | Brasile       | x        | 16,24    | 16,34    | 16,34          |                                          |
| 29   | A      | Samyr Laine                   | Haiti         | x        | 16,06    | 16,34    | 16,34          |                                          |
| 30   | A      | Kenta Bell                    | Stati Uniti   | x        | 16,32    | 16,18    | 16,32          |                                          |
| 31   | B      | Viktor Yastrebov              | Ucraina       | x        | 16,31    | 16,15    | 16,31          |                                          |
| 32   | B      | Evgeniy Plotnir               | Russia        | 16,13    | 16,29    | 15,96    | 16,29          |                                          |
| 33   | B      | Dimitrios Tsiamis             | Grecia        | 15,68    | 16,23    | x        | 16,23          |                                          |
| 34   | B      | Daniele Greco                 | Italia        | 16,18    | x        | x        | 16,18          |                                          |
| 35   | B      | Yevgeniy Ektov                | Kazakistan    | 16,13    | x        | 16,01    | 16,13          |                                          |
| 36   | B      | Mantas Dilys                  | Lituania      | 16,09    | 16,02    | 15,70    | 16,09          |                                          |
| 37   | A      | Mohamed Youssef Salman        | Bahrein       | x        | 16,05    | 15,71    | 16,05          |                                          |
| 38   | B      | Lauri Leis                    | Estonia       | 15,28    | 15,98    | 15,84    | 15,98          |                                          |
| 39   | B      | Leonardo Elisiario dos Santos | Brasile       | 15,95    | x        | 15,85    | 15,95          |                                          |
| 40   | A      | Vladimir Letnicov             | Moldavia      | 15,28    | 15,77    | 15,88    | 15,88          |                                          |
| 41   | A      | Fabrizio Donato               | Italia        | 15,81    | x        | x        | 15,81          | Miglior prestazione personale stagionale |
| 42   | A      | Andrés Capellán               | Spagna        | 15,35    | 15,80    | 15,67    | 15,80          |                                          |
| 43   | B      | Nguyen Van Hung               | Vietnam       | x        | 15,03    | 15,56    | 15,56          |                                          |
| 44   | B      | Si Kuan Wong                  | Macao         | x        | 14,78    | 14,71    | 14,78          |                                          |
|      | A      | Charles Friedek               | Germania      | x        | x        | x        | nessuna misura | nessuna misura                           |
|      | A      | Yochai Halevi                 | Israele       |          |          |          | non partito    | non partito                              |

## Finale
Ogni atleta ha a disposizione 3 lanci; i migliori 8 accedono alle 3 prove successive.
| Pos. | Atleta              | Nazione       | Salti di qualificazione | Salti di qualificazione | Salti di qualificazione | Salti di finale | Salti di finale | Salti di finale | Risultato | Note                                     |
| Pos. | Atleta              | Nazione       | 1°                      | 2°                      | 3°                      | 4°              | 5°              | 6°              | Risultato | Note                                     |
| ---- | ------------------- | ------------- | ----------------------- | ----------------------- | ----------------------- | --------------- | --------------- | --------------- | --------- | ---------------------------------------- |
| 1    | Phillips Idowu      | Gran Bretagna | 17,51                   | 17,44                   | 17,73                   | x               | x               | x               | 17,73     | Miglior prestazione mondiale stagionale  |
| 2    | Nelson Évora        | Portogallo    | 17,54                   | x                       | 17,38                   | x               | 17,33           | 17,55           | 17,55     |                                          |
| 3    | Alexis Copello      | Cuba          | 17,06                   | 17,19                   | 14,82                   | x               | 17,04           | 17,36           | 17,36     |                                          |
| 4    | Leevan Sands        | Bahamas       | 17,20                   | 17,08                   | 16,96                   | 17,05           | 17,32           | 16,99           | 17,32     | Miglior prestazione personale stagionale |
| 5    | Arnie David Giralt  | Cuba          | 17,26                   | 17,18                   | x                       | 17,19           | 17,01           | 17,06           | 17,26     |                                          |
| 6    | Li Yanxi            | Cina          | 16,95                   | 16,92                   | 14,23                   | 17,23           | x               | 16,75           | 17,23     |                                          |
| 7    | Igor Spasovkhodskiy | Russia        | 16,73                   | 16,91                   | 14,66                   | 14,75           | 16,37           | x               | 16,91     |                                          |
| 8    | Jadel Gregório      | Brasile       | x                       | 16,89                   | 16,84                   | 16,70           | x               | x               | 16,89     |                                          |
| 9    | Momchil Karailiev   | Bulgaria      | 16,82                   | 16,78                   | 16,81                   |                 |                 |                 | 16,82     |                                          |
| 10   | Nathan Douglas      | Gran Bretagna | 16,78                   | 15,44                   | 16,79                   |                 |                 |                 | 16,79     |                                          |
| 11   | Teddy Tamgho        | Francia       | x                       | 16,79                   | x                       |                 |                 |                 | 16,79     |                                          |
| 12   | Dmitrij Valukevic   | Slovacchia    | x                       | x                       | 16,54                   |                 |                 |                 | 16,54     |                                          |